# Kakemphaton
Il kakemphaton (dal greco κακέμφατος, "che suona male") è una frase che può essere intesa in più modi omofoni, ma che, formando un significato diverso, può essere anche considerata una forma di calembour. Il kakemphaton è talvolta involontario, sotto penne inesperte, talvolta volontario, nei casi di grandi autori che non ignorano le sottigliezze del linguaggio.

## Esempi
(Corneille, Polyeucte)
(Victor Hugo, « Souvenir de la nuit du 4 », Les Châtiments.)
(Jean-Baptiste Rousseau, « Ode à la postérité », Odes, livre IV, ode X.)
(Corneille, La Mort de Pompée)
(Adolphe Dumas)
(Tragédie, canzone Bye bye)
(Simon-Joseph Pellegrin, Loth.)
(Marc Goldstein)